# Paraguassú (1940)

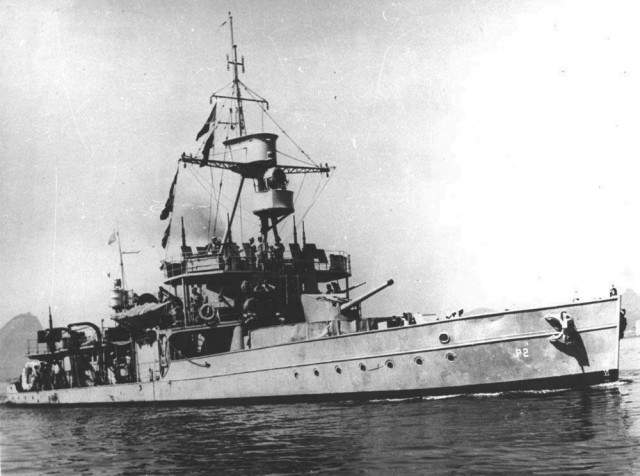
Paraguassú. Фото зроблено до 1960 року, коли бортовий номер корабля було змінено на U 16.

Paraguassú — річковий монітор ВМС Бразилії. Закладений 1890 як однотипний Pernambuco під ім'ям Maranhão. Конструювання затягнулося на 50 років — корабель увійшов у стрій лише 1940 року, встановивши негативний світовий рекорд. Добудову корабля стимулювала поява у ВМС Парагваю двох річкових канонерських човнів типу «Умаїта». У процесі будівництва проєкт було докорінно змінено, рівень броньованого захисту суттєво знизили, від розміщення гармат у баштах відмовились на користь захищеної лише щитом палубної установки. Таким чином корабель став фактично броньованим річковим канонерським човном,

## Основні тактико-технічні характеристики
Водотоннажність стандартна — 430 тонн, повна — 600. Основне озброєння — 120 міліметрова гармата, допоміжне — дві 47 міліметрові гармати. Бронювання — 19 мм пояс, 13 — палуба. Максимальна швидкість — 13 вузлів.

## Служба та модернізації
Під час Другої Світової війни озброєння корабля суттєво посили двома 87 мм. гаубицями та чотирма 20 мм зенітними автоматами «Ерлікон». У 1960 році гаубиці та гармату головного калібру демонтували, замінивши їх 76 міліметровою гарматою та посилили можливості корабля для відбиття повітряних атак, замінивши два з чотирьох 20 міліметрових зенітних автоматів на 40 міліметрові «Бофорс».
Служба корабля пройшла на річці Парагвай без помітних подій. Виключений зі складу флоту 1972 року.